# Dicranomyia affinis
Dicranomyia affinis là một loài ruồi trong họ Limoniidae. Chúng phân bố ở miền Cổ bắc.